# Família Cortatsis
A família Cortatsis (Chortatsis) foi uma família bizantina enviada para Creta em 1082 para consolidar o poder do Estado bizantino na ilha. Seus membros mais importantes foram os irmãos Jorge e Teodoro Cortatsis que lideraram em 1272 uma rebelião contra a dominação veneziana, contudo, graças a uma conspiração, a rebelião foi derrotada em 1278 e seus membros foram deportados à Anatólia. Outro importante membro da família foi o poeta e dramaturgo Jorge Cortatsis (1645–160).